# 국립박물관문화재단
국립박물관문화재단(國立博物館文化財團, National Museum Foundation of Korea)은 국립중앙박물관 공연장 및 기타 편의시설의 운영과 이에 필요한 문화예술사업 추진을 통해 국민의 문화향유 기회 증진과 이용객의 편익을 도모하기 위하여 2004년 7월 설립된 재단법인이다. 대한민국 문화체육관광부 산하 기타공공기관으로 지정되어 있으며 서울특별시 용산구 서빙고로137 (용산동6가)에 위치하고 있다.

## 설립 근거
- 박물관 및 미술관 진흥법[1]

## 주요 사업
- 문화예술 창작품 개발 및 연구 보급, 문화 예술의 국내외 교류활동 및 교육 문화관광 상품의 개발과 제작, 보급사업
- 국립중앙박물관 극장 ‘용’과 국립박물관의 문화예술공연사업, 기획/특별전시 및 출판 및 교육사업
- 전국 국립박물관 상품관 및 기타 편의시설 등의 운영관리

## 조직

### 사장
- 이사회

#### 사무국장
- 전략기획팀
- 경영지원팀
- 상품기획팀
- 구매물류팀
- 상품판매팀
- 공연예술팀
- 전시출판팀
- 대외협력팀